# Nicholas Goodrick-Clarke
Pour les articles homonymes, voir Goodricke.
Œuvres principales
- The Occult Roots of Nazism: The Ariosophists of Austria and Germany, 1890-1935 (1985)
- Hitler's Priestess: Savitri Devi, the Hindu-Aryan Myth and Neo-Nazism (1992)
- Black Sun: Aryan Cults, Esoteric Nazism, and the Politics of Identity (2003)

Nicholas Goodrick-Clarke né le 15 janvier 1953 à Lincoln, dans le Lincolnshire, et mort le 29 août 2012 est un historien, essayiste, traducteur, éditeur et professeur universitaire britannique connu pour être l'auteur de plusieurs ouvrages universitaires sur les traditions ésotériques.

## Biographie
Il a étudié aux universités de Bristol et d'Oxford. En 2002, il a été nommé directeur du Centre d'études de l'ésotérisme occidental de l'université de Wales à Lampeter et, en 2005, professeur d'histoire à l'université d'Exeter, dont il a dirigé jusqu'à sa mort le Centre d'Études de l'Esotérisme (EXESESO). Il est l'auteur de plusieurs livres sur les traditions ésotériques.

## Œuvres
- The Occult Roots of Nazism (en): The Ariosophists of Austria and Germany, 1890-1935…1985 -  (ISBN 0-85030-402-4).Première traduction : Les racines occultistes du nazisme : les aryosophistes en Autriche et en Allemagne, 1890-1935 [« The Occult Roots of Nazism : The Ariosophists of Austria and Germany, 1890-1935 »]  (trad. de l'anglais par Patrick Jauffrineau et Bernard Dubant, préf. Rohan Butler), Puiseaux, Pardès, coll. « Rix », 1989, XI-343 p. (ISBN 2-86714-069-2, présentation en ligne)Nouvelle traduction : Les racines occultes du nazisme : les sectes secrètes aryennes et leur influence sur l'idéologie nazie [« The Occult Roots of Nazism : Secret Aryan Cults and their Influence on Nazi Ideology »]  (trad. Armand Seguin), Rosières-en-Haye, Camion blanc, coll. « Camion noir » (no CN41), 2010, 507 p. (ISBN 978-2-35779-054-4).
- Hitler's Priestess (en): Savitri Devi, the Hindu-Aryan Myth and Neo-Nazism -  (ISBN 0-8147-3111-2).traduction : Savitri Devi: La prêtresse d’Hitler, Saint Genis-Laval, Éditions Akribeia, 2000.
- Black Sun (en): Aryan Cults, Esoteric Nazism, and the Politics of Identity -  (ISBN 0-8147-3155-4).Traduction : Soleil noir : cultes aryens, nazisme ésotérique et politiques de l'identité [« Black Sun : Aryan Cults, Esoteric Nazism, and the Politics of Identity »]  (trad. Sébastien Raizer), Rosières-en-Haye, Camion blanc, coll. « Camion noir » (no CN 07), 2007, 411 p. (ISBN 978-2-910196-65-3).
- Enchanted City - Arthur Machen and Locality: Scenes from His Early London Years, 1880-85… 1987 -  (ISBN 0-948482-03-6).
- The Western Esoteric Tradition: A Historical Introduction, Oxford, Oxford University Press, 2008  -  (ISBN 978-0-19-532099-2).

### Traduction
- Unknown Sources: National Socialism and the Occult, de Hans Thomas Hakl, traduit par Goodrick-Clarke -  (ISBN 9781558184701).
- Swedenborg and New Paradigm Science de Ursula Groll, traduit par Goodrick-Clarke -  (ISBN 0-87785-303-7).
- Emanuel Swedenborg: Visionary Savant in the Age of Reason de Ernst Benz, traduit et préfacé par Goodrick-Clarke -  (ISBN 0-87785-195-6).

### Édition
- Paracelsus: Essential Readings, sous la direction de Goodrick-Clarke -  (ISBN 1-55643-316-6).
- Helena Blavatsky, dirigé et préfacé par Goodrick-Clarke, North Atlatic Books, Berkeley, 2004 -  (ISBN 1-55643-457-X).
- G.R.S. Mead and the Gnostic Quest, dirigé et préfacé par Clare et Nicholas Goodrick-Clarke -  (ISBN 1-55643-572-X).

### Préface
- Dreamer of the Day: Francis Parker Yockey and the Postwar Fascist International de Kevin Coogan, avant-propos de Goodrick-Clarke, Autonomedia, Brooklyn, NY 1998 -  (ISBN 1-57027-039-2).